# Sjevernoatlantska meridijanska obrtajuća struja
Sjevernoatlantska meridijanska obrtajuća struja (eng. Atlantic meridional overturning circulation, AMOC) je glavna morska struja u Atlantskom oceanu. Svojstven joj je tok tople slane ka sjeveru u gornjim slijevima i nakon obrtaja na dalekom sjeveru gdje se ohladila, struja pada na dno i teče ka jugu u dubinama Atlantskog oceana. Dio je termohalinske pokretne vrpce. AMOC je važna sastavnica Zemljina klimatskog sustava.
Ovaj sustav oceanskih struja prenosi bitan udio toplinske energije iz tropskih zemljopisnih širina i južne polutke na sjeverni Atlantski ocean, otkamo se toplina prenosi u atmosferu. Promjene u ovom oceanskom toku imaju duboki učinak na globalni klimatski sustav.
Mjerenja diljem sjevernog Atlantskog oceana navode na zaključak da višedesetljetni preokreti u površinkoj temperaturi mogu biti barem djelimice zbog fluktuacija u Amocu. Mjerenja varijacija datiraju od 1856. godine. Ponavljajući krug te promjene zove se Atlantska višedesetljetna oscilacija (Atlantic Multidecadal Oscillation, AMO). 

## Vanjske poveznice
- Encyclopaedia of the Earth (eng.)